# 肉排

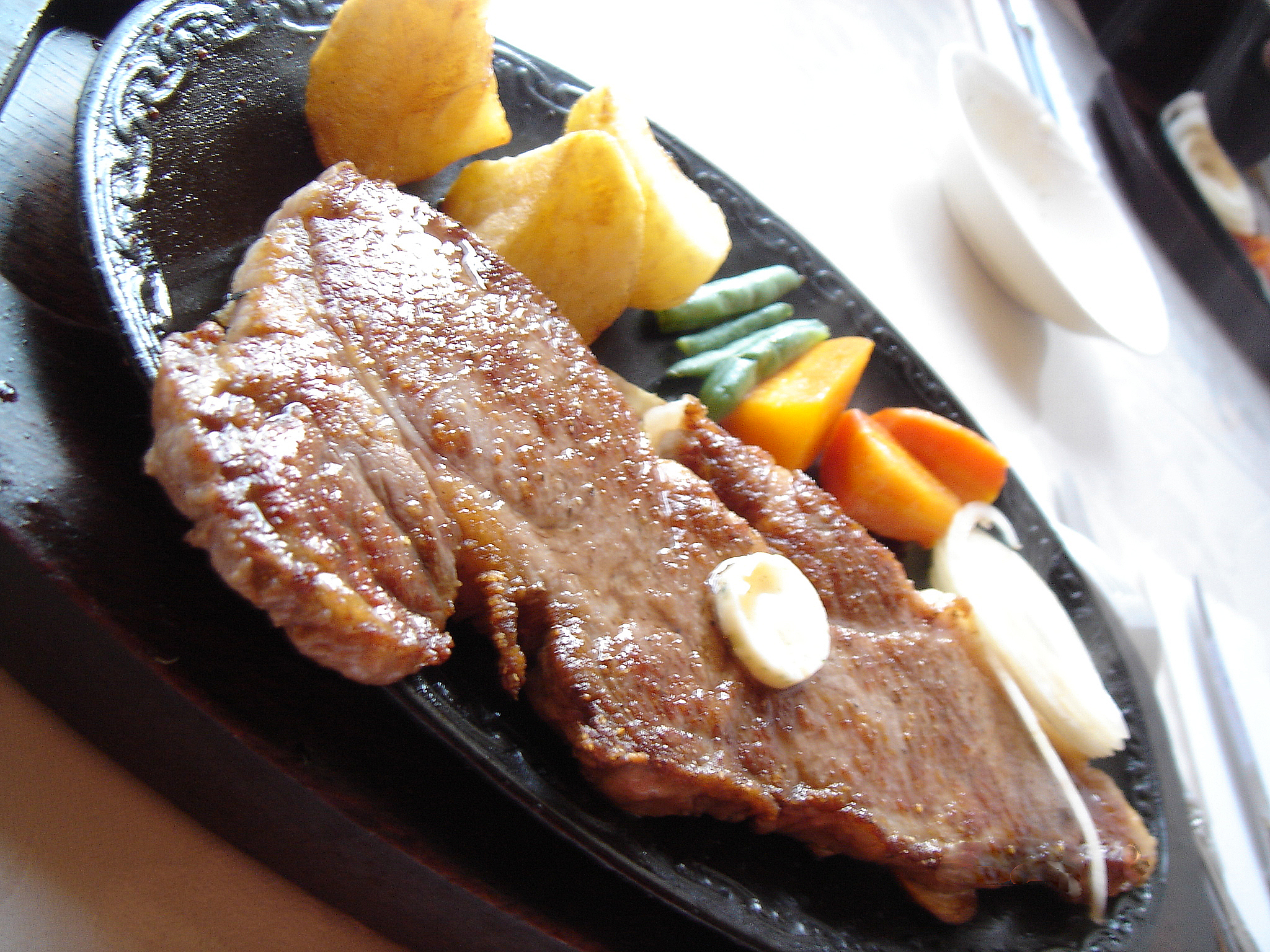
西冷牛排

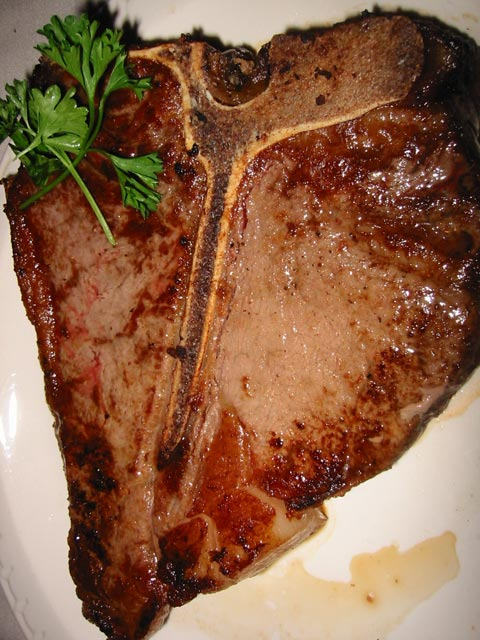
T骨牛排

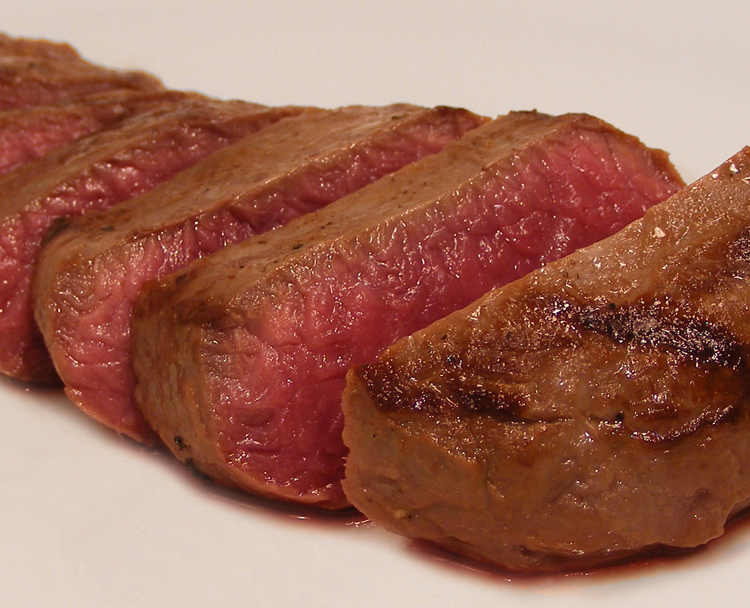
驯鹿排，2分熟（rare）

，是將片狀的肉以油煎或燒烤方式烹調的料理，大部分使用陸地動物製成牛排、豬排、羊排、鸡排等，也有像鱈魚之類的魚排。肉排可以加入醬汁調理，或是絞碎做成漢堡排。英語和日語當沒有特別註明時，通常指的是牛排。